# Iuaca nigromaculata
Iuaca nigromaculata är en skalbaggsart som beskrevs av Maria Helena M. Galileo och Martins 2000. Iuaca nigromaculata ingår i släktet Iuaca och familjen långhorningar. Inga underarter finns listade i Catalogue of Life.